# Herbita nedusia
Herbita nedusia är en fjärilsart som beskrevs av Druce 1892. Herbita nedusia ingår i släktet Herbita och familjen mätare. Inga underarter finns listade i Catalogue of Life.